# جمعية البرلمانيين
جمعية البرلمانيين (بالإسبانية: Asamblea de Parlamentarios)‏ هي الاسم الذي أعطيت لاجتماعات غير رسمية جرت في برشلونة ومدريد بين نواب وأعضاء مجلس الشيوخ الكاتالونيين وباقي إسبانيا بين يوليو وأكتوبر 1917.

## المقدمة
ظهرت في سنة 1917 أزمة اقتصادية خانقة، بعد أن تسبب الازدهار في السنوات الأولى من الحرب العالمية الأولى بتضخم قوي وازدادت البطالة واستاء الجيش، وضغط الكاتالونيين الذين طالبوا بالحكم الذاتي وكذلك الجمهوريين الذي طالب بانهاء نظام تداول السلطة المتقادم بين الأحزاب الحاكمة لنظام عودة البوربون، وكذلك الإسراع بتطبيق الإصلاحات الاجتماعية والاقتصادية. وقد شكل قادة وضباط الجيش في إسبانيا مجالس الدفاع سرية نهاية 1916 طالبت بإنهاء التعسف في الترقيات وزيادة رواتبهم.
تلقت حكومة مانويل غارسيا برييتو في يونيو 1917 بعد سجنها قادة مجالس الدفاع إنذارًا نهائياً من جميع مجالس الدفاع لإطلاق سراحهم والاعتراف بهم قانونيا. فاضطر إلى الاستقالة لأن الملك لم يدعمه. فعين المحافظ إدواردو داتو بديلا عنه والذي -لم يكن لديه أغلبية برلمانية- أغلق كورتيز وفي الوقت نفسه أوقف الضمانات الدستورية وإرساء الرقابة الصحفية. استسلمت الحكومة الجديدة للمطالب العسكرية وأضفت الشرعية عليها.
وقبل تلك الأحداث ببضعة أيام أي في نهاية مايو 1917، نظم الجمهوريون مع اليخاندرو ليروكس جبهة لقيام بمظاهرة كبيرة "دعما للحلفاء" في حلبة مصارعة الثيران في مدريد التي انضم إليهم حزب الإصلاح بزعامة ملكياديس ألفاريز الذي حضر بنفسه. وحضر معه لفيف من المعارضة من بينهم ميجيل دي أونامونو. وفقا للمؤرخ أنجليس باريو، خطب المتحدثون عن الإصلاح الدستوري وأن البرلمان سيرتقي كمحور للحياة السياسية، والذي لم يكن أكثر من استعادة البرنامج التقليدي للجمهورياتية، إلا أنه في هذه المرة أمام الجماهير كان الشعور التحالف قوي وبدا أنه محرك توقعات التغيير السياسي".
اندمج حزب العمال الاشتراكي الإسباني (PSOE) في التجمع الجمهوري-الاشتراكي الحديث بعدها بفترة وجيزة، بعد ان رفع مجالس الدفاع إنذاره إلى حكومة غارسيا برييتو في 1 يونيو، حيث أشادت اللجنة التنفيذية الاشتراكية في بيانها بـ "المصادفة الأساسية بين تنظيم البروليتاريا وقادة وضباط الجيش. هكذا تم التوصل إلى الاتفاق في 14 يونيو لتشكيل حكومة مؤقتة لعقد انتخابات الجمعية التأسيسية، والتي شكلت لجنة من الجمهوري اليخاندرو ليروكس وملكياديس ألفاريز من حزب الإصلاح وبابلو إيغليسياس وفرانثيسكو لارجو كابييرو. اشترط ميلكياديس ألفاريز شرطًا أن تكون العملية سلمية وأن يتم اللجوء فقط إلى إضراب عام إذا تم تنفيذ ديكتاتورية عسكرية.

## جمعية البرلمانيين في برشلونة

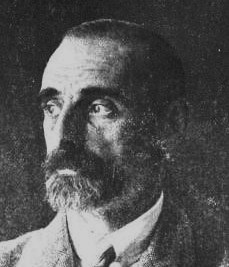
فرانشيسكو كامبو زعيم المجموعة الإقليمية.

في هذا السياق من الأزمة السياسية اتخذ الزعيم الكتالوني فرانشيسكو كامبو المبادرة. حيث نشر نواب المجموعة الإقليمية في البرلمان ومجلس الشيوخ بيانا في برشلونة يوم 14 يونيو استنكروا فيه عدم وجود تمثيل لنظام العودة تطالب بإصلاح دستور 1876 لتشمل الاعتراف بالهوية الإقليمية. سافر كامبو إلى مدريد لمطالبة الحكومة داتو بإعادة فتح الكورتيس، وعندما فشل التقى يوم 5 يوليو في مجلس مدينة برشلونة بجميع نواب وأعضاء مجلس الشيوخ الكتالوني، ولكن مالبث أن انسحب منها ال13 عضوا من المنتسبين إلى الحزبين الحاكمين عندما أكدوا من جديد على إرادة كاتالونيا أن تصبح منطقة الحكم الذاتي ويمكن أن تنتشر تلك الرغبة إلى مناطق أخرى، وطالبوا باجتماع البرلمان الذي سيكون المكون الأساسي. وإذا رفضت الحكومة داتو مناشدات النواب وأعضاء مجلس الشيوخ الذين أتوا إلى برشلونة في 19 يوليو. هناك سيكون تشكيل غير رسمي لجمعية من أعضاء مجلس الشيوخ والنواب احتجاجا على إغلاق البرلمان والتعمد بتقطيع أوصال الدولة والحكم الذاتي للبلديات وغيرها من المشاكل في الحالات العاجلة الملحة لحياة البلاد".
حاولت حكومة داتو التشكيك في تلك الدعوة من خلال تصوير الاجتماع على أنه حركة «انفصالية» و«ثورية»، ودعمت تلك حملة الصحافة المحافظة. وفي 14 يوليو نشرت صحيفة ديلي إكسبريس البريطانية مقابلة مع الملك قال فيها:
عقد الاجتماع في موعده المقرر 19 يوليو بالرغم من ضغوط داتو. تجمع 68 عضوا (46 منهم كاتالونيين) في قاعة الاجتماعات في قصر منتزه القلعة (Parc de la Ciutadella)، حيث شكلت الجمعية برئاسة عضو من الرابطة الإقليمية. اتفق الاجتماع على أنه «لا غنى عن دعوة الكورتيس التي يمكنه أن يتداول حول هذه المشاكل [في البلاد] وأن يحلها». لكنهم أضافوا بأنه قد لا يمكن انعقاد هذ البرلمان حسب رغبة حكومة حزبية، ولكن وافقوا «على أن الحكومة تجسد وتمثل إرادة السيادية للبلاد». ورفضت مجالس الدفاع الحضور. وكذلك لم يذهب مورا إلى برشلونة كما كان يأمل كامبو. وحضر فقط نواب الرابطة الإقليمية والجمهوريين والإصلاحيين بشخص ميلكياديس الفاريز والاشتراكي بابلو إغليسياس. وكانت وظيفة الجمعية ليس فقط مجلس تأسيسي لدراسة إصلاح الدستور، ولكن أيضا الحكم الذاتي للبلديات والدفاع الوطني وتنظيم التعليم وإقامة العدل والمشاكل الاقتصادية والاجتماعية.
أمر حاكم برشلونة المدني بحل تلك الجمعية واحتجزت الشرطة جميع المشاركين، بالرغم من اطلاق سراحهم بمجرد مغادرة مبنى حديقة سيوداديلا. واتفقوا على عقد الاجتماع مرة أخرى في 16 أغسطس في أوفييدو، لكن هذا الاجتماع لم يتم أبداً بسبب الإضراب العام الذي نظمه الاشتراكيون.

## الجمعية في مدريد وولادة حكومة ائتلاف
شاركت مجالس الدفاع بحماس في قمع اضراب أغسطس، ثم ضغطت بعدها على حكومة إدواردو داتو كي تستقيل في أكتوبر، فبدأ جليا أن السياسيين بدأوا بالاعتماد على الجيش عند تشكيل حكومة أو المحافظة عليها سواء كانت ليبرالية أو محافظة".
ثم في 30 أكتوبر اجتمعت جمعية البرلمانيين في صالة أتينيوم مدريد (Ateneo de Madrid) برئاسة كامبو الذي ضغط من أجل انهاء نظام تداول السلطة. لذلك استُدعِي كامبو في نفس اليوم إلى القصر لمقابلة الملك. وأوضح السياسي الكتالوني خلال اجتماعه بالملك ماتفق عليه في الجمعية البرلمانية واقترح تشكيل حكومة ذات تمثيل واسع لضمان إجراء انتخابات نظيفة. وبعد المقابلة عاد كامبو إلى أتينيوم مدريد وأبلغ أصحابه البرلمانيين بموافقة ألفونسو الثالث عشر بمقترحات الجمعية، وأعرب عن موافقته أيضا على تعيين شخصين يختارهما بنفسه وزراء في الحكومة. على الفور اختار الاجتماع خوان فينتوزا من المجموعة الإقليمية والكاتالوني فيليبي روديس بالدريش المنتسب إلى حزب الإصلاح.
للمرة الأولى في تاريخ عودة البوربون شكلت حكومة ائتلاف يوم 1 نوفمبر 1917 من المحافظين والليبراليين والمجموعة الإقليمية برئاسة الليبرالي مانويل غارسيا برييتو، ولكن ظلت فصائل ادواردو داتو خارج الحكومة لأنها استمرت في الدفاع عن صحة نظام تداول السلطة، والليبرالي سانتياغو ألبا بسبب وجود الجناح المحافظ في الحكومة اليمينية برئاسة خوان ديلا سيرفا.